# Бохо (стиль)

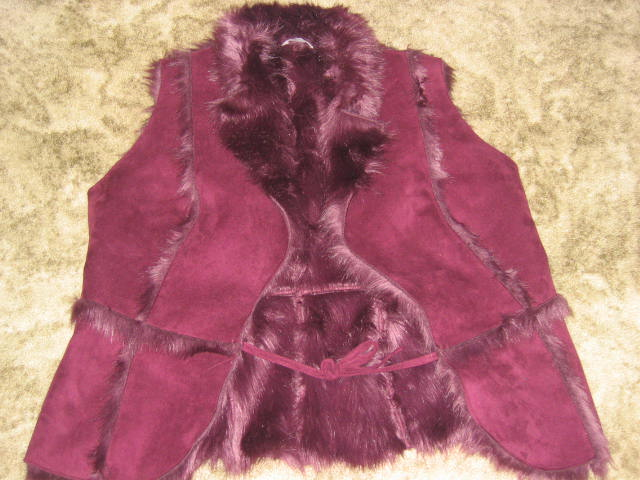
Жилетка з хутра, осінь 2005

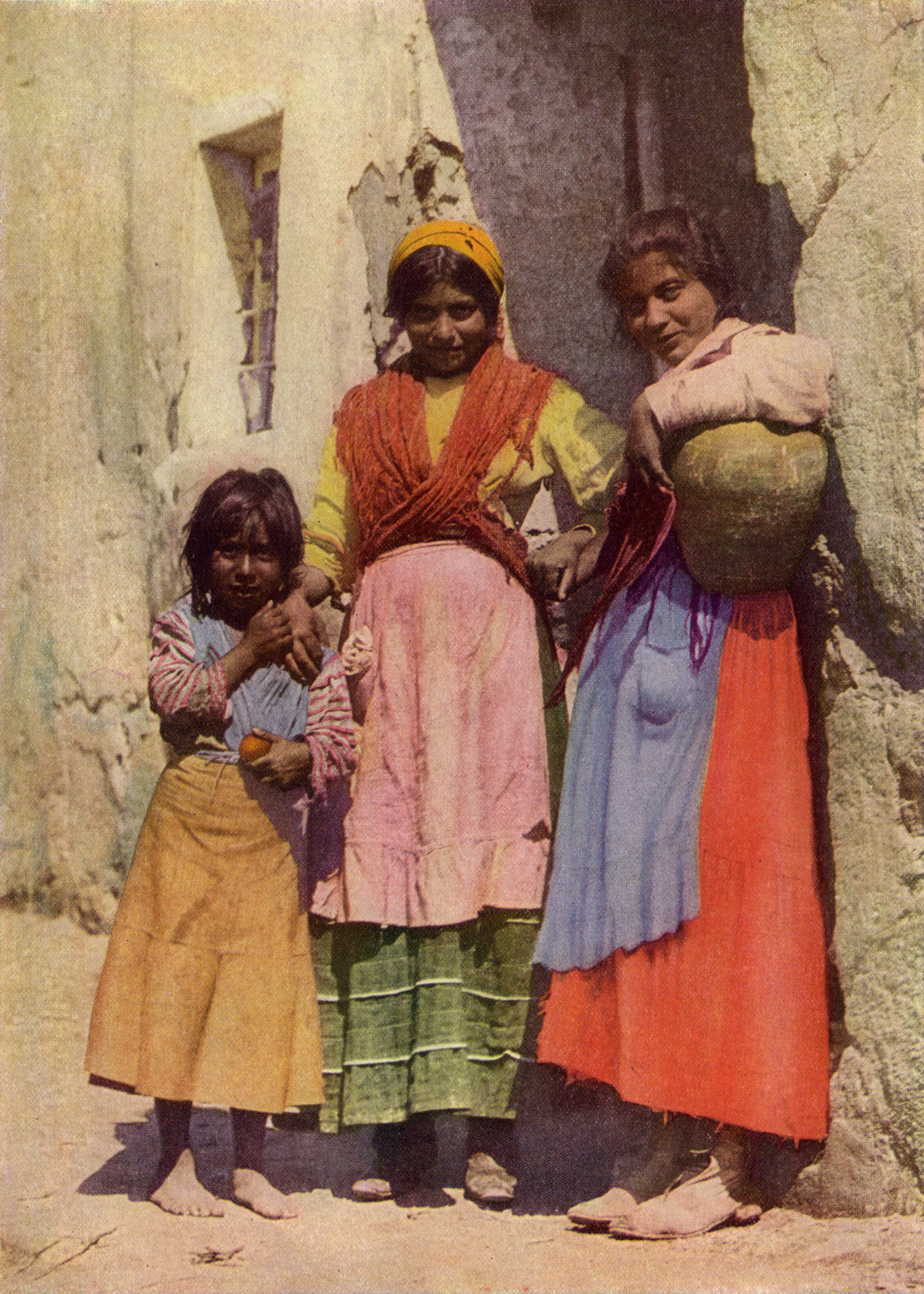
Іспанські ромки, 1917

Бохо — стиль одягу. Бохо є абревіатурою «Bohemian Homeless». «Les Bohémiens» в перекладі із французької — це вихідці із Богемії, бродячі артисти і цигани-кочівники.
Стиль Бохо виник більш ніж півстоліття тому, а сьогодні переживає другу молодість. Характеризується багатошаровістю, еклектичністю, фактурністю. У сучасному виконанні до моди його повернула Кейт Мосс. Направлення прямо протилежно ляльковому, неприродному та анорексичному образу дівчат з фешн-індустрії.